# Dyskografia Alicii Keys
Artykuł przedstawia całkowitą dyskografię amerykańskiej wokalistki R&B Alicii Keys. Artystka w sumie wydała pięć albumów studyjnych, dwadzieścia osiem singli oraz dwadzieścia osiem teledysków, dzięki wytwórni Sony Music.
Keys karierę muzyczną rozpoczęła w roku 2001, kiedy na światowych rynkach muzycznych ukazał się debiutancki album studyjny Songs in A Minor nakładem wytwórni J Records. Wydawnictwo promowane czterema singlami zyskało komercyjny sukces sprzedając się w nakładzie przekraczającym dwanaście milionów egzemplarzy czyniąc z wokalistki najpopularniejszego artystę gatunku R&B w roku 2001. W 2002 Alicia otrzymała pięć nagród Grammy, między innymi w kategoriach najlepszy nowy artysta oraz piosenka roku za kompozycję "Fallin'". W roku 2003 wydany został drugi album studyjny The Diary of Alicia Keys, który zyskał na sukcesie rozchodząc się w nakładzie ponad ośmiu milion egzemplarzy oraz przynosząc artystce kolejne cztery nagrody Grammy w roku 2005. Tego samego roku, Keys wydała pierwszy album koncertowy Unplugged – zapis akustycznego koncertu z Nowego Jorku. Wydawnictwo zadebiutowało na szczycie zestawienia najlepiej sprzedających się albumów w Stanach Zjednoczonych.
Po dwuletniej przerwie w karierze muzycznej, w roku 2007 na rynkach muzycznych ukazał się trzeci album studyjny Keys As I Am. Promowane czterema singlami, w tym utworem "No One" wydawnictwo zyskało ponad pięć milionów nabywców oraz zapewniło wokalistce kolejne trzy nagrody Grammy. W grudniu 2009 roku wydany został czwarty album studyjny The Element of Freedom, który sprzedał się w ilości czterech milionów egzemplarzy. Wydawnictwo stało się również pierwszym w dorobku Alicii, które znalazło się na szczycie notowania najpopularniejszych albumów UK Albums Chart w Wielkiej Brytanii. W roku 2012 na rynkach muzycznych ukazał się piąty album studyjny Keys Girl on Fire, który nie powtórzył komercyjnego sukcesu poprzedników.
Łączny nakład wydawnictw sprzedanych przez artystkę przekracza trzydzieści milionów egzemplarzy.

## Albumy studyjne
| Songs in A Minor                                    | - Wydany: 5 czerwca 2001 - Wytwórnia: J - Format: CD, digital download       | 9  | 1 | 1 | 3  | 2  | 2  | 5  | 1 | 4  | 3 | 6  | - POL: Złoto - US: 6× platyna - AUS: 2× platyna - CAN: 5× platyna - GER: Platyna - NZ: Platyna - SWI: 2× platyna - UK: 3× platyna |
| The Diary of Alicia Keys                            | - Wydany: 1 grudnia 2003 - Wytwórnia: J - Format: CD, digital download       | 19 | 1 | 1 | 22 | 15 | 10 | 37 | 2 | 25 | 1 | 13 | - US: 4× platyna - AUS: Platyna - CAN: 2× platyna - GER: Platyna - NZ: Złoto - SWI: Platyna - UK: Platyna                         |
| As I Am                                             | - Wydany: 9 listopada 2007 - Wytwórnia: J - Format: CD, digital download     | 7  | 1 | 1 | 3  | 2  | 6  | 15 | 2 | 5  | 1 | 11 | - POL: Platyna - US: 3× platyna - AUS: Platyna - CAN: 2× platyna - GER: Platyna - NZ: Złoto - SWI: Platyna - UK: Platyna          |
| The Element of Freedom                              | - Wydany: 11 grudnia 2009 - Wytwórnia: MBK, J - Format: CD, digital download | 7  | 2 | 1 | 19 | 5  | 10 | 9  | 2 | 22 | 1 | 1  | - POL: Platyna - US: Platyna - AUS: Złoto - CAN: Platyna - GER: Złoto - SWI: Platyna - UK: 3× platyna                             |
| Girl on Fire                                        | - Wydany: 22 listopada 2012 - Wytwórnia: RCA - Format: CD, digital download  | 17 | 1 | 1 | 12 | 8  | 6  | 27 | 7 | 22 | 3 | 13 | - POL: Złoto - US: Złoto - CAN: Złoto - GER: Platyna - SWI: Złoto - UK: Platyna                                                   |
| "–" album nie był notowany, bądź nie został wydany. |                                                                              |    |   |   |    |    |    |    |   |    |   |    | |

## Albumy koncertowe
| Unplugged                                           | - Wydany: 7 października 2005 - Wytwórnia: J - Format: CD, digital download | 26 | 1   | 1  | 33 | 8  | 25 | 49 | 2 | 28 | 7  | 52 | - US: Platyna - CAN: Złoto |
| VH1 Storytellers                                    | - Wydany: 25 czerwca 2013 - Wytwórnia: RCA - Format: CD, digital download   | –  | 108 | 19 | –  | 42 | –  | –  | – | –  | 35 | –  | –                          |
| "–" album nie był notowany, bądź nie został wydany. |                                                                             |    |     |    |    |    |    |    |   |    |    |    |                            |

## Kompilacje
| Tytuł                          | Informacje o kompilacji                                    |
| ------------------------------ | ---------------------------------------------------------- |
| Remixed & Unplugged in A Minor | - Wydana: 28 października 2002 - Format: CD - Wytwórnia: J |
| Remixed                        | - Wydana: 12 sierpnia 2008 - Format: CD - Wytwórnia: J     |
| The Platinum Collection        | - Wydana: 4 maja 2010 - Format: Box set - Wytwórnia: J     |

## Single
| Tytuł                                                   | Rok  | Najwyższe pozycje na listach | Najwyższe pozycje na listach | Najwyższe pozycje na listach | Najwyższe pozycje na listach | Najwyższe pozycje na listach | Najwyższe pozycje na listach | Najwyższe pozycje na listach | Najwyższe pozycje na listach | Najwyższe pozycje na listach | Najwyższe pozycje na listach | Statusy                                                                                  | Album                               |
| Tytuł                                                   | Rok  | US                           | US R&B                       | AUS                          | CAN                          | GER                          | IRL                          | NLD                          | NZ                           | SWI                          | UK                           | Statusy                                                                                  | Album                               |
| ------------------------------------------------------- | ---- | ---------------------------- | ---------------------------- | ---------------------------- | ---------------------------- | ---------------------------- | ---------------------------- | ---------------------------- | ---------------------------- | ---------------------------- | ---------------------------- | ---------------------------------------------------------------------------------------- | ----------------------------------- |
| „Fallin'”                                               | 2001 | 1                            | 1                            | 7                            | 24                           | 2                            | 1                            | 1                            | 1                            | 2                            | 3                            | - US: Złoto - AUS: Platyna - GER: Złoto - NZ: Złoto - SWI: Platyna - UK: Srebro          | Songs in A Minor                    |
| „A Woman's Worth”                                       | 2001 | 7                            | 3                            | 16                           | –                            | 45                           | 25                           | 22                           | 5                            | 32                           | 18                           | - AUS: Złoto                                                                             | Songs in A Minor                    |
| „How Come You Don't Call Me”                            | 2002 | 59                           | 30                           | 29                           | –                            | 80                           | 32                           | 73                           | –                            | 60                           | 26                           | –                                                                                        | Songs in A Minor                    |
| „Girlfriend”                                            | 2002 | –                            | 82                           | 13                           | –                            | 100                          | 40                           | 18                           | –                            | –                            | 24                           | –                                                                                        | Songs in A Minor                    |
| „You Don’t Know My Name”                                | 2003 | 3                            | 1                            | –                            | –                            | 68                           | 33                           | 20                           | –                            | 26                           | 19                           | –                                                                                        | The Diary of Alicia Keys            |
| „If I Ain’t Got You”                                    | 2004 | 4                            | 1                            | –                            | –                            | 81                           | 44                           | 11                           | –                            | 35                           | 18                           | - US: Złoto                                                                              | The Diary of Alicia Keys            |
| „Diary” (z gościnnym udziałem Tony! Toni! Toné!)        | 2004 | 8                            | 2                            | –                            | –                            | –                            | –                            | –                            | –                            | –                            | –                            | –                                                                                        | The Diary of Alicia Keys            |
| „My Boo” (wraz z Usherem)                               | 2004 | 1                            | 1                            | –                            | –                            | 4                            | 7                            | 6                            | –                            | 3                            | 5                            | - US: Platyna                                                                            | Confessions                         |
| „Karma”                                                 | 2004 | 20                           | 17                           | –                            | –                            | 62                           | –                            | 40                           | –                            | 71                           | –                            | - US: Złoto                                                                              | The Diary of Alicia Keys            |
| „Unbreakable”                                           | 2005 | 34                           | 4                            | –                            | –                            | –                            | –                            | –                            | –                            | –                            | –                            | –                                                                                        | Unplugged                           |
| „Every Little Bit Hurts”                                | 2006 | –                            | –                            | –                            | –                            | –                            | –                            | –                            | –                            | –                            | –                            | –                                                                                        | Unplugged                           |
| „No One”                                                | 2007 | 1                            | 1                            | 3                            | 2                            | 3                            | 8                            | 4                            | 2                            | 1                            | 6                            | - US: 3× platyna - AUS: Platyna - CAN: 2× platyna - GER: Złoto - NZ: Platyna - UK: Złoto | As I Am                             |
| „Like You'll Never See Me Again”                        | 2007 | 12                           | 1                            | 77                           | –                            | 63                           | 48                           | 84                           | –                            | –                            | 53                           | - US: Platyna                                                                            | As I Am                             |
| „Teenage Love Affair”                                   | 2008 | 54                           | 3                            | –                            | –                            | –                            | –                            | –                            | 21                           | –                            | –                            | –                                                                                        | As I Am                             |
| „Superwoman”                                            | 2008 | 82                           | 12                           | 57                           | –                            | 43                           | –                            | 75                           | –                            | 48                           | –                            | –                                                                                        | As I Am                             |
| „Another Way to Die” (wraz z Jackiem White’em)          | 2008 | 81                           | –                            | 29                           | 15                           | 8                            | 12                           | 48                           | 15                           | 4                            | 9                            | - UK: Srebro                                                                             | Quantum of Solace soundtrack        |
| „Doesn't Mean Anything”                                 | 2009 | 60                           | 14                           | 96                           | 66                           | 8                            | 34                           | 43                           | 22                           | 5                            | 8                            | - UK: Srebro                                                                             | The Element of Freedom              |
| „Try Sleeping with a Broken Heart”                      | 2009 | 27                           | 2                            | –                            | 37                           | 33                           | 22                           | 44                           | 12                           | 21                           | 7                            | - CAN: Złoto - UK: Srebro                                                                | The Element of Freedom              |
| „Put It in a Love Song” (z gościnnym udziałem Beyoncé)  | 2010 | –                            | 60                           | 18                           | 71                           | –                            | 26                           | –                            | 24                           | –                            | –                            | - AUS: Złoto                                                                             | The Element of Freedom              |
| „Empire State of Mind (Part II) Broken Down”            | 2010 | 55                           | 76                           | 75                           | 40                           | 35                           | 8                            | 6                            | –                            | 19                           | 4                            | - GER: Złoto - UK: Platyna                                                               | The Element of Freedom              |
| „Un-Thinkable (I’m Ready)”                              | 2010 | 21                           | 1                            | –                            | –                            | –                            | –                            | –                            | –                            | –                            | –                            | –                                                                                        | The Element of Freedom              |
| „Wait Til You See My Smile”                             | 2010 | –                            | –                            | –                            | –                            | –                            | –                            | –                            | –                            | –                            | –                            | –                                                                                        | The Element of Freedom              |
| „Girl on Fire”                                          | 2012 | 11                           | 2                            | 12                           | 6                            | 4                            | 11                           | 5                            | 7                            | 5                            | 5                            | - AUS: 3× platyna - CAN: 2× platyna - GER: Platyna - NZ: Platyna - SWI: Platyna          | Girl on Fire                        |
| „Brand New Me”                                          | 2012 | –                            | 37                           | –                            | –                            | –                            | –                            | 64                           | –                            | –                            | 92                           | –                                                                                        | Girl on Fire                        |
| „New Day”                                               | 2013 | –                            | 73                           | –                            | –                            | –                            | –                            | –                            | –                            | –                            | –                            | –                                                                                        | Girl on Fire                        |
| „Fire We Make” (wraz z Maxwellem)                       | 2013 | –                            | 38                           | –                            | –                            | –                            | –                            | –                            | –                            | –                            | –                            | –                                                                                        | Girl on Fire                        |
| „Tears Always Win”                                      | 2013 | –                            | –                            | –                            | –                            | –                            | –                            | –                            | –                            | –                            | –                            | –                                                                                        | Girl on Fire                        |
| „It’s On Again” (z gościnnym udziałem Kendricka Lamara) | 2014 | –                            | 49                           | 81                           | –                            | 95                           | –                            | –                            | –                            | –                            | 31                           | –                                                                                        | The Amazing Spider-Man 2 soundtrack |
| "–" singel nie był notowany, bądź nie został wydany.    |      |                              |                              |                              |                              |                              |                              |                              |                              |                              |                              |                                                                                          |                                     |

### Z gościnnym udziałem
| „Brotha Part II” (Angie Stone featuring Alicia Keys & Eve)    | 2001 | –  | –  | –  | –  | –  | 45 | 49 | – | – | 37 | Mahogany Soul        |
| „Gangsta Lovin'” (Eve featuring Alicia Keys)                  | 2002 | 2  | 2  | 4  | –  | 21 | 15 | 8  | 7 | 6 | 6  | Eve-Olution          |
| „Ghetto Story Chapter 2” (Cham featuring Alicia Keys)         | 2006 | 77 | 15 | –  | –  | –  | –  | –  | – | – | 62 | Ghetto Story         |
| „Empire State of Mind” (Jay-Z featuring Alicia Keys)          | 2009 | 1  | 1  | 4  | 3  | 11 | 2  | 2  | 6 | 4 | 2  | The Blueprint 3      |
| „Looking for Paradise” (Alejandro Sanz featuring Alicia Keys) | 2009 | –  | –  | –  | –  | –  | –  | –  | – | – | –  | Paraíso Express      |
| „International Party” (Swizz Beatz featuring Alicia Keys)     | 2011 | –  | –  | –  | –  | –  | –  | –  | – | – | –  | —                    |
| „New Day” (50 Cent featuring Dr. Dre & Alicia Keys)           | 2012 | 79 | 43 | 44 | 43 | 60 | –  | 92 | – | – | –  | Street King Immortal |
| "–" singel nie był notowany, bądź nie został wydany.          |      |    |    |    |    |    |    |    |   |   |    |                      |

## Inne notowane piosenki
| Tytuł                                                 | Rok  | Najwyższe pozycje na listach | Najwyższe pozycje na listach | Najwyższe pozycje na listach | Album          |
| Tytuł                                                 | Rok  | US                           | US Pop                       | US R&B                       | Album          |
| ----------------------------------------------------- | ---- | ---------------------------- | ---------------------------- | ---------------------------- | -------------- |
| „Lessons Learned” (z gościnnym udziałem Johna Mayera) | 2007 | –                            | 72                           | –                            | As I Am        |
| „Fireworks” (Drake featuring Alicia Keys)             | 2010 | 71                           | –                            | –                            | Thank Me Later |
| „Speechless” (z gościnnym udziałem Eve)               | 2010 | –                            | –                            | 71                           | —              |

## Gościnny wokal
| Piosenka                    | Rok  | Artysta                                         | Album                                                     |
| --------------------------- | ---- | ----------------------------------------------- | --------------------------------------------------------- |
| „Little Drummer Boy”        | 1996 | Jermaine Dupri, Alicia Keys                     | 12 Soulful Nights of Christmas                            |
| „Mr. Man”                   | 2001 | Jimmy Cozier, Alicia Keys                       | Jimmy Cozier                                              |
| „Someday We'll All Be Free” | 2001 | Alicia Keys                                     | America: A Tribute to Heroes                              |
| „What’s Going On”           | 2001 | jako członkini Artists Against AIDS             | What’s Going On EP                                        |
| „Boy Meets Girl”            | 2002 | Truck Turner, Alicia Keys                       | Look Both Ways Before You Cross Me                        |
| „Warrior Song”              | 2002 | Nas, Alicia Keys                                | God’s Son                                                 |
| „America the Beautiful”     | 2005 | Ray Charles, Alicia Keys                        | Genius & Friends                                          |
| „If This World Were Mine”   | 2005 | Alicia Keys, Jermaine Paul                      | So Amazing: An All-Star Tribute to Luther Vandross        |
| „Don't Give Up (Africa)”    | 2006 | Bono, Alicia Keys                               | —                                                         |
| „Gravity”                   | 2006 | John Mayer, Alicia Keys                         | Continuum                                                 |
| „Djin Djin”                 | 2007 | Angélique Kidjo, Alicia Keys, Branford Marsalis | Djin Djin                                                 |
| „Everybody Hurts”           | 2009 | Annie Lennox, Alicia Keys                       | The Annie Lennox Collection (Brytyjska edycja limitowana) |
| „All of the Lights”         | 2010 | Kanye West, różni wykonawcy                     | My Beautiful Dark Twisted Fantasy                         |
| „With You”                  | 2011 | Marsha Ambrosius, Alicia Keys                   | Late Nights & Early Mornings                              |
| „Hope”                      | 2012 | Emeli Sandé, Alicia Keys                        | Our Version of Events                                     |
| „Where’s the Fun in Foreve” | 2012 | Miguel, Alicia Keys                             | Kaleidoscope Dream                                        |
| „I Will Pray”               | 2013 | Giorgia, Alicia Keys                            | Senza paura                                               |
| „Know Who You Are”          | 2014 | Pharrell Williams, Alicia Keys                  | Girl                                                      |

## Wideografia

### DVD
| Tytuł                    | Informacje o albumie |
| ------------------------ | --- |
| From Start to Stardom    | - Wydany: 18 marca 2003 - Wytwórnia: J - Format: DVD                                                                                                 |
| The Diary of Alicia Keys | - Wydany: 16 listopada 2004 - Wytwórnia: J - Format: CD+DVD                                                                                          |
| Unplugged                | - Wydany: 11 października 2005 - Wytwórnia: J - Format: CD+DVD, DVD - Certyfikat złotej płyty DVD w USA - Certyfikat platynowej płyty DVD w Kanadzie |

### Teledyski
| Tytuł                                | Rok  | Reżyser                                                   |
| ------------------------------------ | ---- | --------------------------------------------------------- |
| „Fallin'”                            | 2001 | Chris Robinson                                            |
| „A Woman's Worth”                    | 2001 | Chris Robinson                                            |
| „Girlfriend”                         | 2002 | Patrick Hoelck                                            |
| „How Come You Don't Call Me”         | 2002 | Little X                                                  |
| „If I Ain’t Got You”                 | 2004 | Diane Martel                                              |
| „Diary”                              | 2004 | Lamont Burrell, Rod Isaacs, Jeff Robinson, Brian Campbell |
| „My Boo”                             | 2004 | Chris Robinson, Usher                                     |
| „Karma”                              | 2004 | Chris Robinson                                            |
| „Unbreakable”                        | 2005 | Justin Francis                                            |
| „Every Little Bit Hurts”             | 2005 | Sanaa Hamri                                               |
| „No One”                             | 2007 | Justin Francis                                            |
| „Like You'll Never See Me Again”     | 2007 | Diane Martel                                              |
| „Teenage Love Affair”                | 2008 | Chris Robinson                                            |
| „Superwoman”                         | 2008 | Chris Robinson                                            |
| „Another Way to Die”                 | 2008 | P.R. Brown, MK12                                          |
| „Doesn't Mean Anything”              | 2009 | P.R. Brown                                                |
| „Try Sleeping with a Broken Heart”   | 2009 | Syndrome                                                  |
| „Put It in a Love Song”              | 2010 | Melina Matsoukas                                          |
| „Un-Thinkable (I’m Ready)”           | 2010 | Jake Nava                                                 |
| „Wait Til You See My Smile”          | 2010 | Scott Orr                                                 |
| „Girl on Fire”                       | 2012 | Sophie Muller                                             |
| „Girl on Fire” (wersja alternatywna) | 2012 | Mika Ninagawa                                             |
| „Brand New Me”                       | 2012 | Diane Martel                                              |
| „Brand New Me Part II”               | 2013 | Taj Stansberry                                            |
| „Fire We Make”                       | 2013 | Chris Robinson                                            |
| „New Day”                            | 2013 | Indrani                                                   |
| „Tears Alwyas Win”                   | 2013 | Robert Hales                                              |
| „It’s On Again”                      | 2014 | Rich Lee                                                  |

Z gościnnym udziałem
| Tytuł                    | Rok  | Reżyser        | Artysta                               |
| ------------------------ | ---- | -------------- | ------------------------------------- |
| „Brotha Part II”         | 2001 | Chris Robinson | Angie Stone (feat. Alicia Keys & Eve) |
| „What’s Going On”        | 2002 | Jake Scott     | Artists Against AIDS                  |
| „Gangsta Lovin'”         | 2002 | Little X       | Eve (feat. Alicia Keys)               |
| „Ghetto Story Chapter 2” | 2006 | Sanaa Hamri    | Cham (feat. Alicia Keys)              |
| „Empire State of Mind”   | 2009 | Hype Williams  | Jay-Z (feat. Alicia Keys)             |
| „Looking for Paradise”   | 2009 | Gil Green      | Alejandro Sanz (feat. Alicia Keys)    |
| „International Party”    | 2011 | Chris Robinson | Swizz Beatz (feat. Alicia Keys)       |